# Plus FM

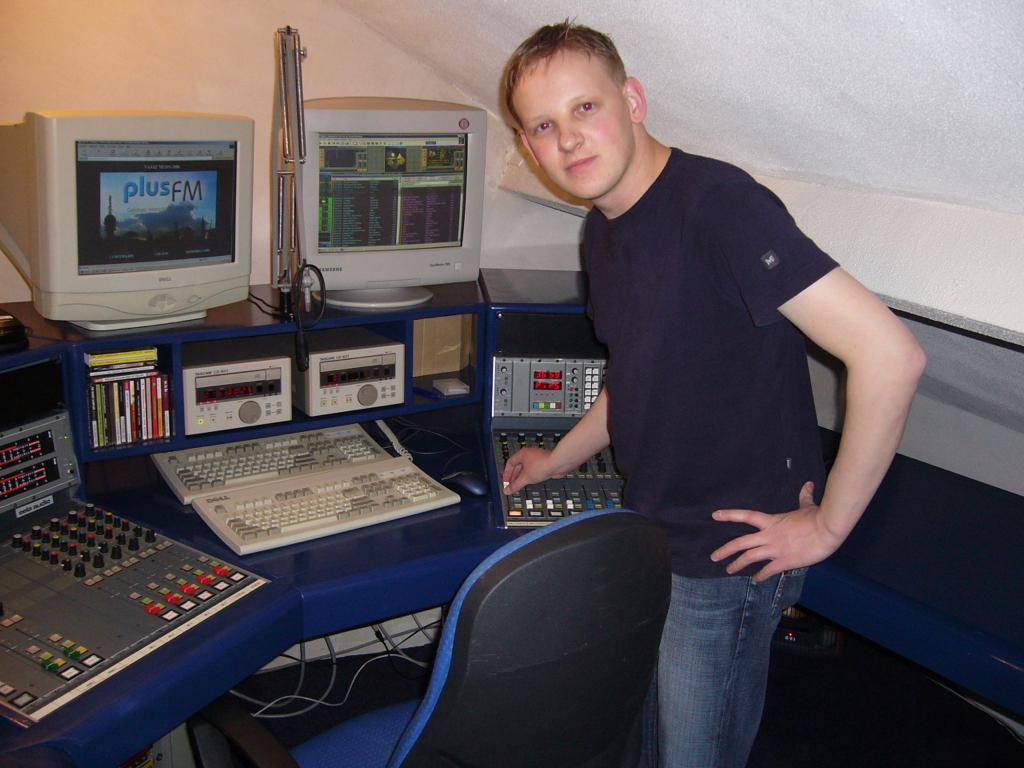
Eerste studio van Plus FM in 2006 op een zolderkamer aan de Wielewaal in Geldrop. Op de foto: Jeroen van de Kerkhof, grondlegger en bedenker van Plus FM / Glow FM.

Plus FM (later Glow FM) was een lokale radiozender voor Geldrop-Mierlo en Nuenen. De omroep was gevestigd in Geldrop van 31 december 2006 tot 1 mei 2012. Plus FM was te ontvangen via de ether op 105.5 FM (antenne Arkweg in Mierlo) en 105.9 FM (antenne Europalaan in Nuenen), via de kabelkrant van PlusRTV en te beluisteren via de kabelnetten van UPC en OnsBrabantNet in Geldrop-Mierlo en later ook in Nuenen. Plus FM bracht 24 uur per dag muziek afgewisseld met informatie, met op de hele uren het NOS-radiojournaal en in de spits ook op de halve uren.
Stichting Lokale Omroep Geldrop-Mierlo (SLOGM) verzorgde de uitzendingen op de radio en televisie. De zender werkte sinds 1 juli 2009 ook samen met de Lokale Omroep Nuenen (LON), waardoor de radiozender vanaf dat moment ook te horen was via de kabelkrant van de LON en via 105.9 FM. Ook werden op Nuenen gerichte berichten en informatie opgenomen in de programmering en werd de slogan De Radio Voor De Dommelstreek aan de zender toegevoegd.

## Geschiedenis

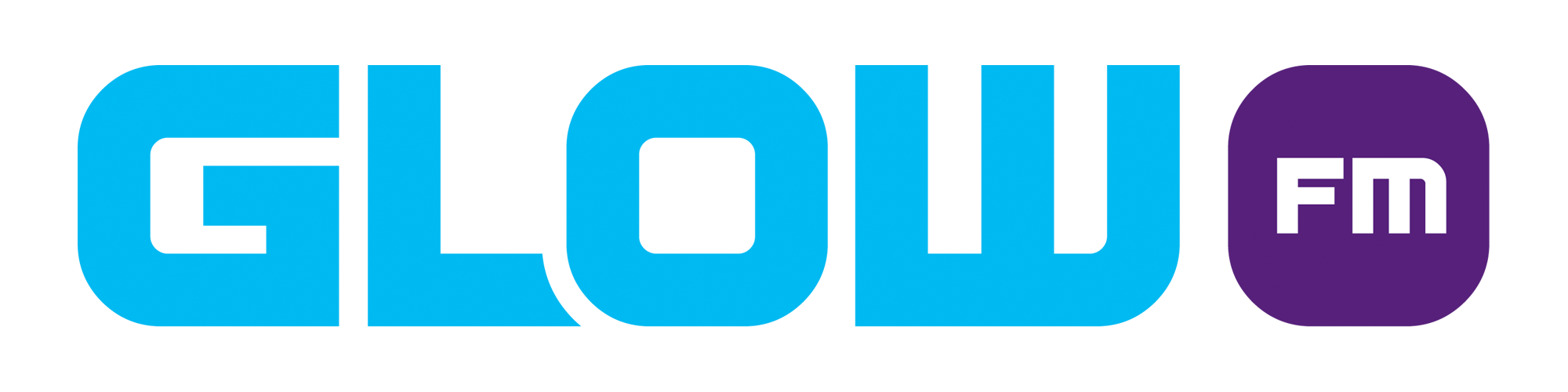
Het logo van Glow FM

Vanaf 1 december 2005 werd gestart met een lokale kabelkrant voor Geldrop-Mierlo, genaamd PlusRTV (kabel kanaal S14+ en glasvezel S36). Eind 2006 begonnen Jeroen van de Kerkhof en Vincent Perquin met een eigen radiozender met de naam Plus FM. De gemeente Geldrop-Mierlo zat al jaren zonder lokale radiozender. Van de Kerkhof en Perquin vonden dat dit moest veranderen. De oom van Van de Kerkhof, Maarten Mudde, maakte het voor hen financieel mogelijk om hun eigen zender op te richten. Het logo werd gemaakt door Jeroen van de Kerkhof en het op maat gemaakte jinglepakket met als slogan Het Verschil Hoor Je Hier en later de slogan De Radio Voor De Dommelstreek werden gemaakt door Jeroen en Vincent.
Vanaf 31 december 2006 was Plus FM te horen op de radio. Het eerste jaar werd uitgezonden vanuit een zolderkamer aan de Wielewaal in Geldrop. Plus FM was bedoeld voor een breed publiek in de gemeente Geldrop-Mierlo. Na een jaar werd de radiostudio verhuisd naar een oud schoolgebouw aan het Tournooiveld in Geldrop, een voor iedereen bereikbare studio. Aangezien de naam Plus FM wat oubollig werd gevonden, werd besloten om op zoek te gaan naar een nieuwe, modernere naam. Nadat Van de Kerkhof een bezoek bracht aan het GLOW Festival in Eindhoven, werd de zender op 4 juli 2011 omgedoopt tot Glow FM. Naast dat de oude naam verdween, kwamen er wat nieuwe programma's en werd de aanpak van de zender gewijzigd. Het nieuwe radiostation kreeg in 2011 een nieuw logo en een nieuwe slagzin, Het Licht In Zuid Oost Brabant. Op 1 mei 2012 ging Glow FM ook samenwerken met de Eindhovense lokale omroep Studio040 en werd de studio van Glow FM  aan het Tournooiveld 10 in Geldrop verhuisd naar de Ruysdaelbaan 106 in Eindhoven. Door deze samenwerking zijn enkele medewerkers, waaronder de oprichters, ook programma's gaan maken voor Studio040.